# Signatários pelo Sangue
Signatários pelo Sangue foi uma organização militar e terrorista, de ideologia salafita jihadista, surgida durante a Guerra do Mali. De acordo com o Departamento de Estado dos Estados Unidos, este grupo é uma brigada do al Mulathamun (Al Mulathameen ou Al Mulathamin) que juntamente com o Movimento para a Unidade e a Jihad na África Ocidental formou em agosto de 2013 o al Murabitun. As três organizações foram declaradas organizações terroristas pelo Departamento de Estado dos EUA em dezembro de 2013.

## Formação
Em outubro de 2013, Mokhtar Belmokhtar foi destituído do comando de sua katiba por Abdelmalek Droukdel por causa de seu comportamento considerado demasiado independente e por desobediência.
Antes disso, no início de dezembro de 2012, Mokhtar Belmokhtar havia anunciado sua ruptura com a al-Qaeda no Magreb Islâmico e a criação de um novo grupo armado, cujo objetivo seria a consolidação "do reino da sharia" no norte do Mali, então controlado pelos islamitas. Belmokhtar instala sua base em Gao, uma cidade ocupada pelo MUJAO.

## Ações
Entre as ações que protagonizou está o ataque a estação de gás natural em In Amenas, na Argélia, em janeiro de 2013, com 792 reféns de 107 países, que resultaram em 80 mortes.